# Люблянская опера
Люблянская опера — каменное здание расположенное в городе Любляне в Словении по улице Люпанчичева, построенное в неоренессансном стиле в 1892 году. Здание построено для нужд областного театра. В настоящее время здесь размещается Словенский национальный театр оперы и балета.

## История
Здание было построено между 1890 и 1892 годами в стиле неоренессанса по проекту чешских архитекторов Яна Владимира Граски и Антона Грубого. Проекты были подготовлены Губернским строительным управлением. Строительные работы были заказаны через аукцион и выполнены люблянской компанией Gustav Tönnies, каменные работы были исполнены местными мастерами, а некоторые тонкости в фасаде и внутренней отделке выполнены высококлассными строителями-иностранцами.

## Реконструкция и ремонт
Из-за износа здания и внутреннего убранства, а также с целью увеличения посадочных мест в зале в 1998 году был объявлен открытый тендер на реконструкцию и расширение помещения театра. Проект архитекторов Юрия Кобета и Марьяна Жупанка был выбран в качестве основного для полной реконструкции оперного театра. По плану они возвели большую модернистскую пристройку в задней части основного здания оперного театра и отреставрировали всю старую часть. Под строением также были построены два подземных атриума, расширены оркестровый вход и сцена. Таким образом, площадь здания увеличилась с 3500 до 10 500 квадратных метров.
Из-за многочисленных осложнений реконструкция здания было продлена с запланированных двух лет до шести лет, а затраты на неё составили более 43 миллионов евро. Работы выполнялись субподрядчиками Vegrad и SCT.
Торжественное открытие отреставрированного здания состоялось 10 декабря 2011 года концертом «Слияние веков». Спонсором концерта выступил президент Данило Тюрк.
Оригинальный главный вход в оперный театр находится со стороны улицы Люпанчичева.

## Архитектура
В нишах фасада здания установлены статуи, олицетворяющие аллегории трагедии и комедии. Характерный внешний вид здания придает богато украшенный фасад с ионными колоннами над входом, которые поддерживают мощный тимпан. Над тимпаном возвышается гениальная аллегория оперы и драмы. Все статуи - работа Алойзие Гангла. Все остальные украшения выполнены зарубежными художниками.
В передней части здания находятся бюсты словенских театральных деятелей, Игнасия Борштника (1858-1919) и Антона Веровчека (1866-1914). Статуи - работа академического скульптора Франса Краля. Вдоль улицы Цанкариева находится статуя Юлиуса Бетте (1885-1963), словенского басиста.
Зал имеет форму подковы и окружен арочными коридорами, ведущими к лестницам. Помимо первого этажа, по периметру холла расположены помещения первого этажа и ложи второго этажа, за которыми следуют балкон и галерея, далее следуют трибуны. Раздевалки для посетителей находятся в холле на первом этаже.

## История театра
Драматические и оперные спектакли ставились в Губернском театре с 1892 года. У оперной трупы были постоянные дирижеры, солисты и хор, а музыканты были наёмными военными, а с 1908 года - членами созданной тогда Словенской филармонии. 
В 1911 году Немецкий театр переехал в новое здание (ныне Драматический). Во время Первой мировой войны спектаклей не было, в здании размещался Центральный кинотеатр. Весной 1918 года Театральный консорциум взял на себя эту деятельность, чтобы снова запустить словенскую сцену в сезоне 1918-1919 годов. Они исполняли в основном французские и итальянские оперы, но также и некоторые славянские. Весной 1919 года начала работать и балетная трупа.

## Галерея

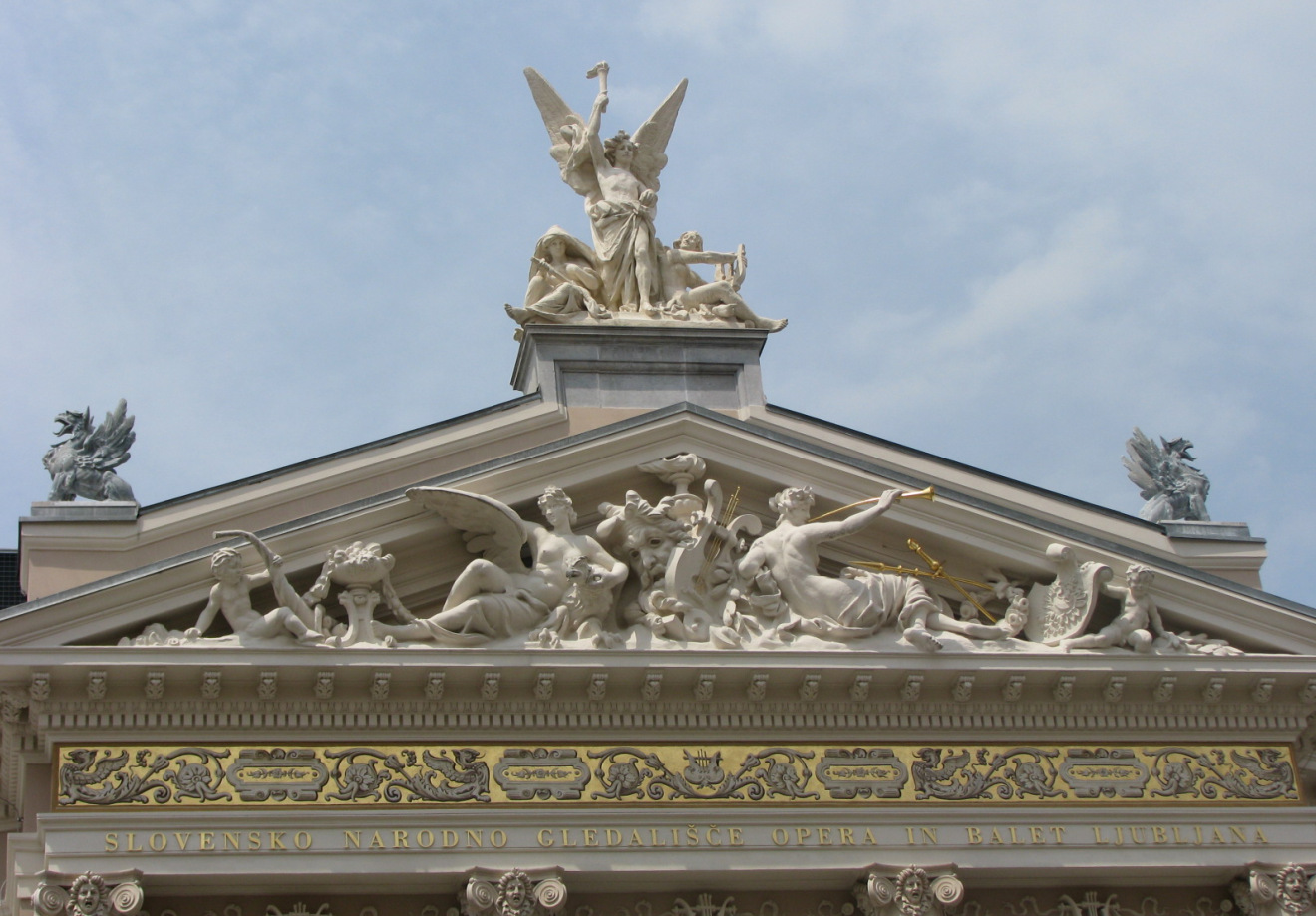
Фронтон театра
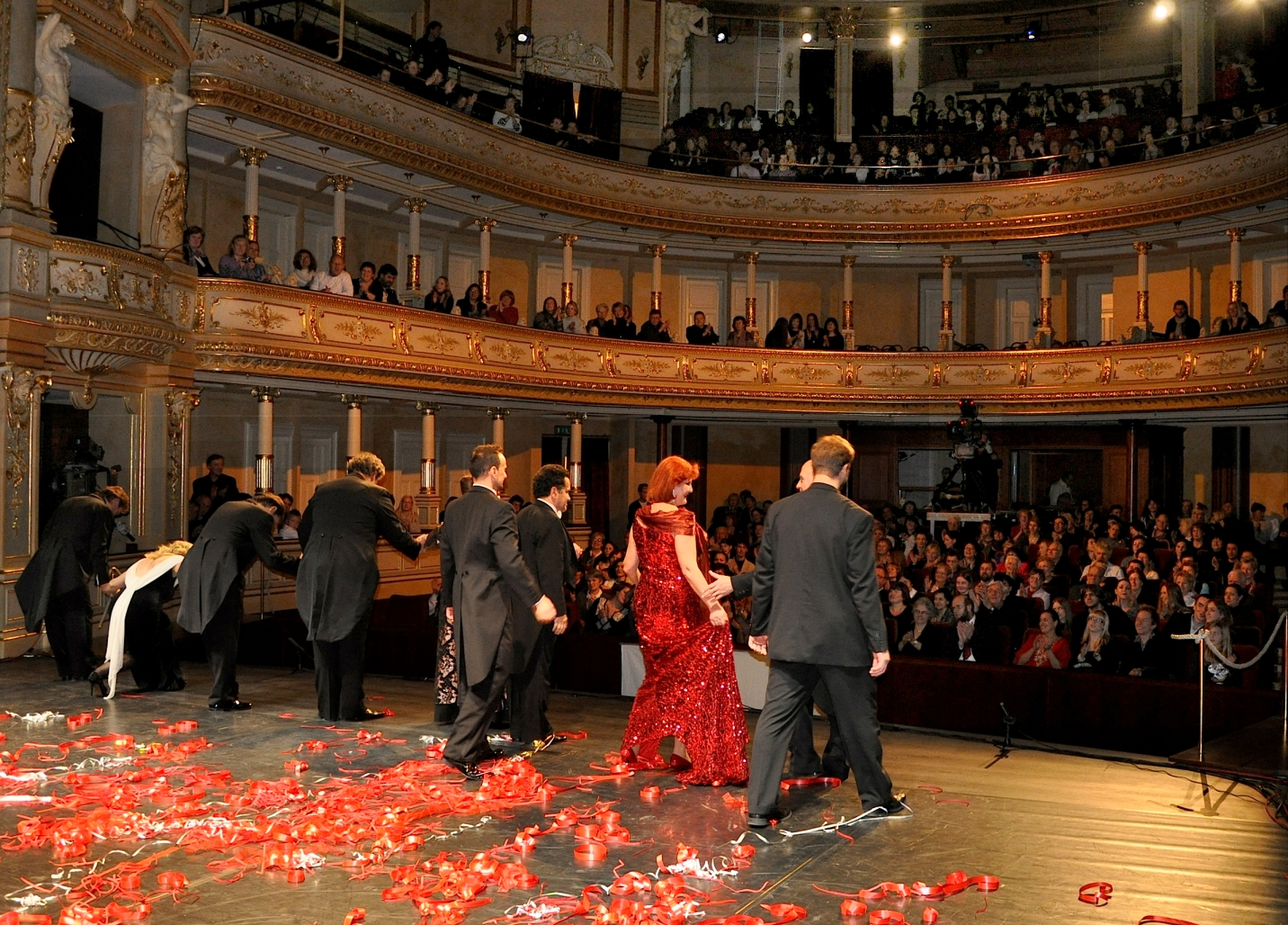
Сцена и выступление
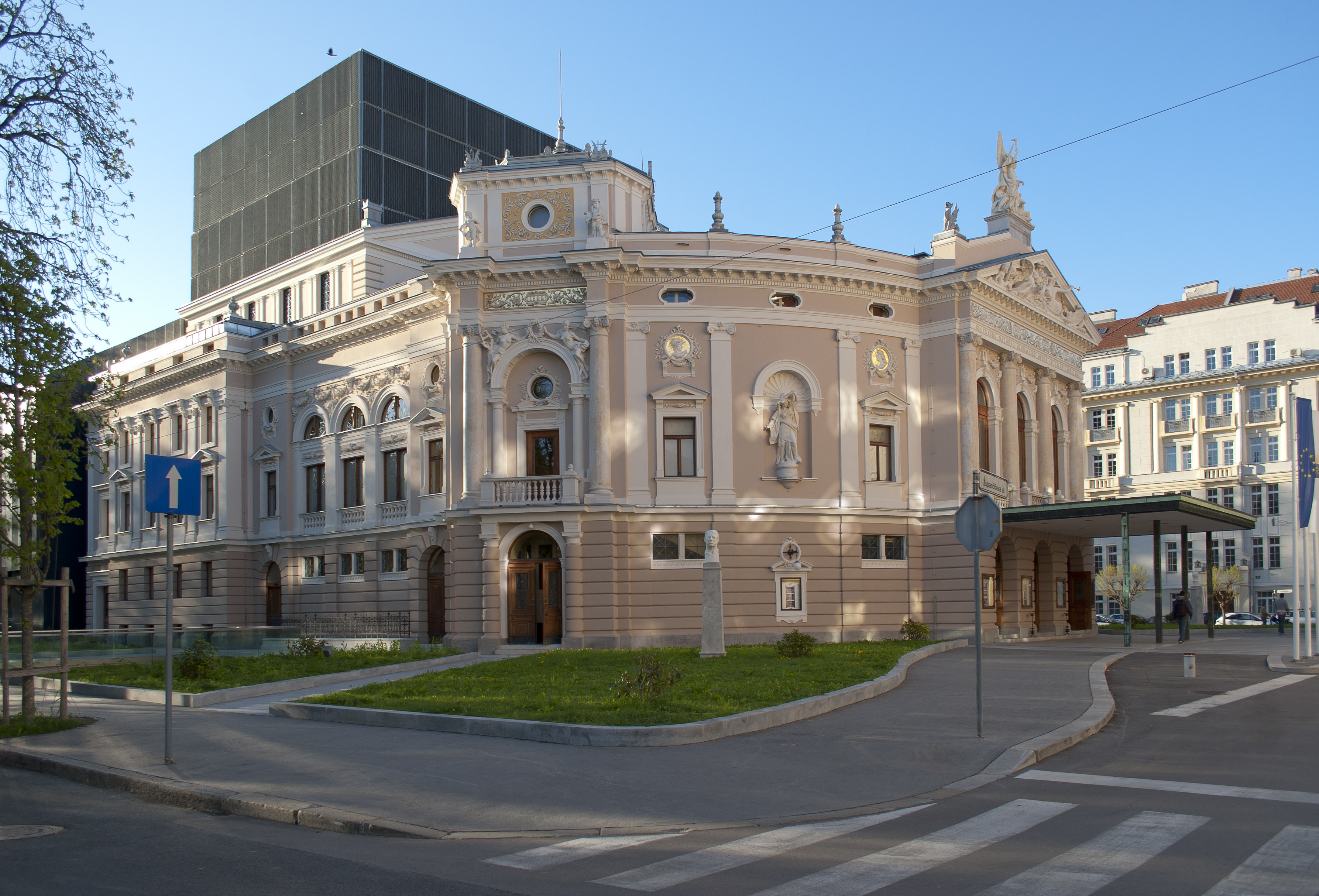
Общий вид здания